# Abraxas
Mit Abraxas (griechisch Αβραξας) bezeichnete der ägyptische Gnostiker Basilides das Symbol des höchsten Urwesens, aus dem die fünf Urkräfte Geist, Wort, Vorsehung, Weisheit und Macht hervorgingen. Basilides’ Anhänger verehrten Abraxas als höchsten Gott, der angeblich auch Jesus auf die Welt entsandt hat, den sie zwar nur als Geist, aber dennoch als Sohn des alttestamentlichen Gottes JHWH und Messias betrachteten. Die Schreibweise Abrasax (griechisch Αβρασαξ) findet sich in den Quellen häufiger als das populärere Abraxas.
Das Wort findet sich aber schon vor Basilides, so etwa auf den hellenistischen Zauberpapyri, wo es offenbar einen mächtigen Dämon bezeichnet, oder auch auf altertümlichen Amulettsteinen, wo es offenbar als der wahre Name Gottes steht. Ohne Frage spielte Abraxas bei vielen magischen Praktiken eine wichtige Rolle (siehe Abrakadabra). Der Kult um Abraxas ist bis ins Mittelalter lebendig geblieben und hatte auch in der Renaissance noch viele Anhänger. Auch heute gibt es viele Künstler, die sich vom atavistischen Charakter des Abraxaskultes inspirieren lassen.
Abraxas wird heute aufgrund seiner blasphemischen Deutungsmöglichkeit oft mit satanistischen Strömungen in Verbindung gebracht. Dies ist in Zusammenhang zu sehen mit der Brandmarkung Abraxas’ als zunächst heidnischer Gott und letztlich als Dämon. Im Dictionnaire Infernal wird er als höchster Gott der Basilidier (einer gnostischen Sekte) und als Ketzer bezeichnet – da nach deren Auffassung Jesus Christus lediglich ein von Abraxas auf die Erde gesandter wohlwollender Geist war.

## Ursprung und Name
Der Ursprung des Namens ist unklar und es gibt dazu mehrere Theorien. Johann Joachim Bellermann führt den Namen auf die ägyptischen Wörter abrac und sax zurück. Die Variante Abraxas ist vermutlich aus der Verwechslung der griechischen Buchstaben Sigma und Xi in der lateinischen Übersetzung entstanden.
Daneben existieren Ansätze, die in dem Namen codierte Zahlen sehen.
Das Wort ist eine Folge von sieben griechischen Buchstaben, die für die Wochentage stehen und unter Anwendung von Gematrie jeweils einen Zahlenwert ergeben:
α = 1; β = 2; ρ = 100; α = 1; σ = 200; α = 1; ξ = 60
Durch Aufsummierung der Werte ergibt sich
α + β + ρ + α + σ + α + ξ  = 1 + 2 + 100 + 1 + 200 + 1 + 60 = 365,
also die Anzahl der Tage im Sonnenjahr. Somit könnte Abraxas, so wie der persische Gott Mithras, die Zeit verkörpern, in der die Sonne einmal den Tierkreis durchwandert, und darüber hinaus, in seiner Funktion als Gottheit der Numerologie, die 365.000 Jahre bzw. 365 Äonen, in denen die Welt existieren soll. Ein „Tag Gottes“ entspricht dabei 1000 menschlichen Jahren, wie sich auch der Bibel (Psalm 90,4) entnehmen lasse.

„Denn tausend Jahre sind für dich wie der Tag, der gestern vergangen ist, wie eine Wache in der Nacht.“

Das Wort Abraxas könnte die sieben Planeten sowie die sieben Stufen zur Erleuchtung des Menschen versinnbildlichen. In der frühchristlichen Zeit könnte er gleichbedeutend gewesen sein mit „unser Vater“ und „Herr der Heerscharen“, was eine Gleichsetzung mit Mithras und JHWH bedeuten könnte. Später begannen die Christen dann den gnostischen „Herrn der Welt“ als Dämon anzusehen.
Abraxas prägte auch das Zauberwort Abara-kadabara, heute eher als „Abrakadabra“ bekannt.

## Darstellung

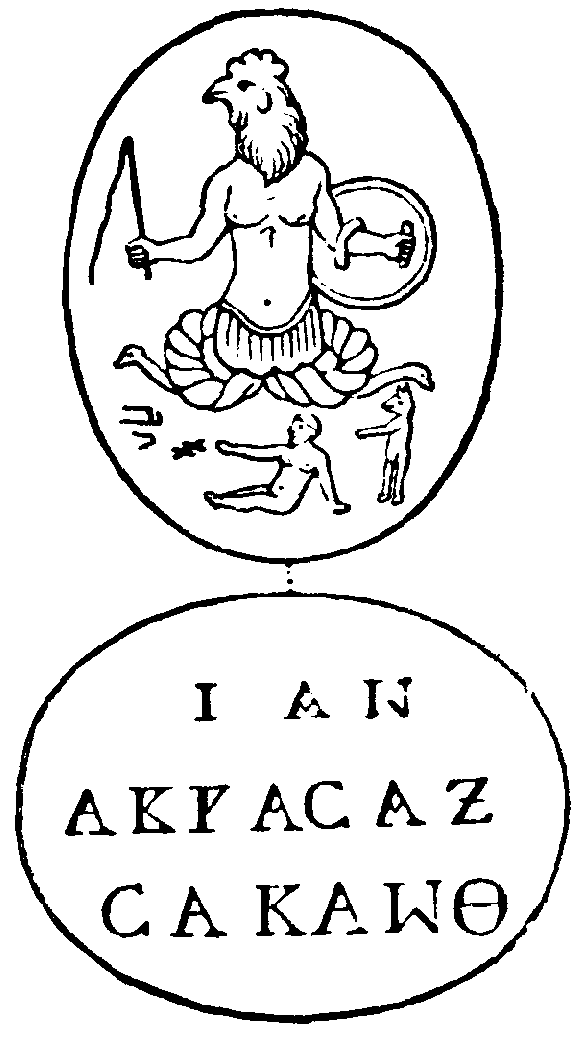
Abraxas, Nordisk familjebok

Die Erscheinung dieses Wesens ist von mannigfachen Tierbildern geprägt: einem menschlichen Rumpf, einem Hahnenkopf und Schlangenfüßen. Bei sich trägt er eine Peitsche und einen Schild, welcher ihn wie ein Doppelkreuz gestalteter Zweig umgibt. Diese Bilder sind repräsentativ für die oben genannten Urkräfte.
- Schlangenfüße: Geist und Wort (Nus und Logos)
- Hahnenkopf: Vorsehung (Providentia); Verkünder des Tageslichts und des Morgens
- Peitsche bzw. Geißel: Macht (Dynamis); diente dazu Geister zu vertreiben
- Schild: Weisheit (Sophia)

Dieser „hahnenköpfige Gott“ gilt als Lichtgestalt, Symbol der Zeugung und Zeichen für Sieg und Glück.
Die Abraxassteine mit diesem Wort oder auch mit dem Abbild des Wesens dienten als Amulette zum Schutz gegen negative Kräfte.

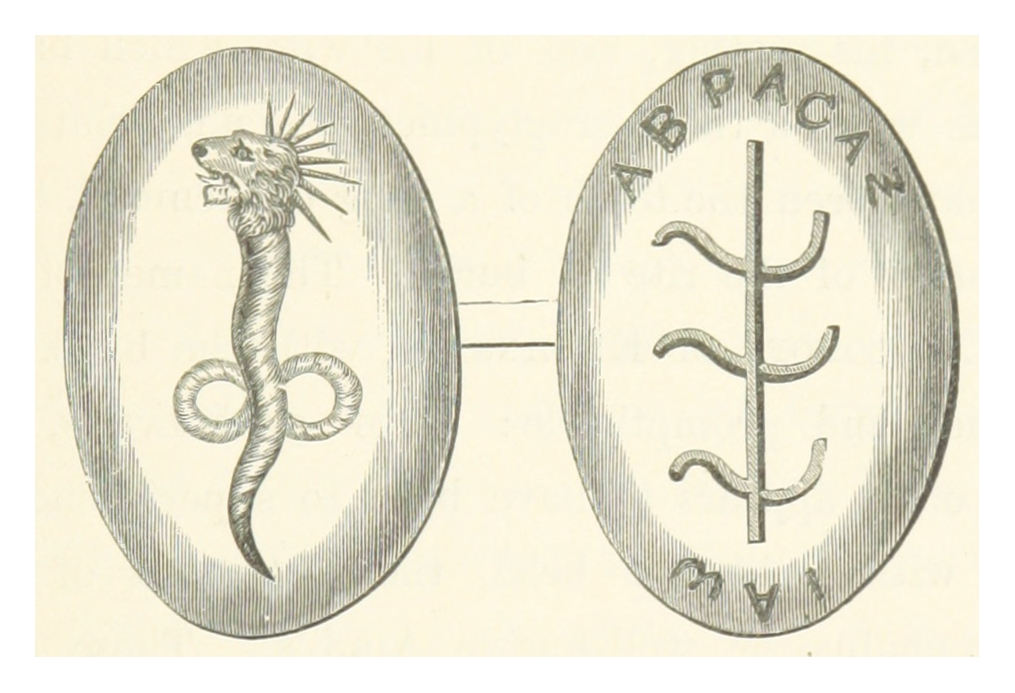
Ein Abraxas-Amulett

Einige Darstellungen zeigen Abraxas auch als schlangenartiges Wesen mit Löwenkopf.

## Zitate
„… unser Gott heißt Abraxas, und er ist Gott und ist Satan, er hat die lichte und die dunkle Welt in sich. […] Der Vogel kämpft sich aus dem Ei. Das Ei ist die Welt. Wer geboren werden will, muß eine Welt zerstören. Der Vogel fliegt zu Gott. Der Gott heißt Abraxas.“

Carl Gustav Jung beschreibt in seinen Septem sermones ad mortuos den Abraxas als:

„… ein Gott über Gott […]. Gott, von dem Ihr nicht wusstet, denn die Menschen vergaßen ihn. Wir nennen ihn mit seinem Namen ABRAXAS. Um Gott von ihm zu unterscheiden, nennen wir Gott Helios oder Sonne. Der Abraxas ist Wirkung, ihm steht nichts entgegen, als das Unwirkliche, daher seine wirkende Natur sich frei entfaltet. Das Unwirkliche ist nicht, und widersteht nicht. Der Abraxas steht über der Sonne und über dem Teufel. Er ist das unwahrscheinlich Wahrscheinliche, das unwirklich Wirkende. Hätte das Pleroma ein Wesen, so wäre der Abraxas seine Verdeutlichung. Er ist zwar das Wirkende selbst, aber keine bestimmte Wirkung, sondern Wirkung überhaupt. Er ist unwirklich wirkend, weil er keine bestimmte Wirkung hat. Er ist auch Kreatur, da er vom Pleroma unterschieden ist. Die Sonne hat eine bestimmte Wirkung, ebenso der Teufel, daher sie uns viel wirksamer erscheinen als der unbestimmbare Abraxas. Er ist Kraft, Dauer, Wandel.“

## Nachwirkung
Thomas Morus nennt in seinem Roman Utopia Abraxas als den früheren Namen der Insel, bevor sie vom König Utopus in Utopia umbenannt wurde.
Abraxas wurde in das Kaiser-Heinrich-Kreuz des Fritzlarer Doms eingeritzt.
In Hermann Hesses Roman Demian findet ein Abraxas-Amulett Erwähnung, ferner wird der Mythos „Abraxas“ kurz in seinem Zusammenhang erläutert. In Otfried Preußlers Kinderbuch Die kleine Hexe (1957) heißt der weise Rabe der kleinen Hexe Abraxas. Auch in der Kinderhörspielserie Bibi Blocksberg heißt Tante Manias Rabe Abraxas.
Auf dem Therion-Album Lemuria ist der neunte Titel Abraxas gewidmet. Thomas Karlsson schreibt dort unter anderem: „Das Zeichen des Abraxas / Der Kreis des Sonnenjahres / Tief im Winter wirst du sehen, wie die Sonne geboren wird.“
Abraxas ist auch der Name eines der erfolgreichsten Alben von Carlos Santana mit seinem wohl bekanntesten Lied Black Magic Woman, erschienen 1970.
Terror Abraxas ist der Titel einer EP der australischen Band Deströyer 666 von 2003, deren Gründer, Sänger und Gitarrist KK Warslut den in der Symbolik der Band immer erscheinenden Hermesstab zum Ausdrücken des Dualismus der gnostischen Gottheit Abraxas aufgreift und nicht zur Repräsentation des Archetyps Hermes, des griechischen Gottes der Magie.
Abraxas ist der Titel eines Balletts in fünf Bildern von Marcel Luipart (Choreographie) und Werner Egk (Musik und Libretto), uraufgeführt am 6. Juni 1948 am Prinzregententheater München.